# Paronychodon
Paronychodon là một chi khủng long, được Cope mô tả khoa học năm 1876.